# Jonathan Fröberg
Jonathan Mauritz Fröberg, född 22 september 1994 i Oxelösund, är en svensk artist och låtskrivare.
Fröberg är uppväxt i Oxelösund i Södermanlands län. Han startade sitt eget skivbolag JMF Music 2014. År 2019 släppte han sitt debutalbum Dårar & Hjältar. Det resulterade i en åttonde plats på Sverigetopplistan för flest sålda vinylskivor i Sverige vecka 45 2019
Fröberg är sedan 2018 utnämnd ambassadör för Oxelösunds kommun.

## Diskografi

### Album
- Dårar & Hjältar (2019)

### Singlar & EP-skivor
- Du är så nära (så långt ifrån) (2020)
- Jävla ont (2019)
- Andas in, andas ut (2019)
- Hur tar vi oss ur (2019)
- Solen (2019)
- Köpenhamn (2019)
- Född (2017)
- Hoppas och tror (2015)
- Låt det få ett slut (2015)
- Vart du än går (2015)
- På väg hem (2014)